# Base (Rwanda)
Pour les articles homonymes, voir Base.
La rivière Base est un cours d'eau du Rwanda, s’écoulant dans le Nyabarongo au Nord-Ouest de Kigali.